# 時勢英雄
《時勢英雄》，是於1935年上映的華語電影，由應雲衛執導、洪深編劇，胡萍、尚冠武主演。

## 劇情
第一次世界大战爆發，經營染坊的趙德雄因善於經營發了大財，全家搬到上海，不久他與將軍李雪圓成為朋友。由於李雪圓的幫助，趙德雄強行買下孫仲貴的房地产，辦起紗廠，從此孫仲貴與趙德雄結怨，孫仲貴把祖產變成現金成為惠登銀行買辦，李將軍的外甥女縵麗進入紗廠，與趙德雄父子曖昧不清。戰爭結束後，紗廠經營不善，趙德雄把房產抵押給惠登銀行，孫仲貴的兒子裕章成為紗廠顧問，趙德雄發現縵麗已成紗廠內奸，不久他挽救紗廠的計劃也破產，債主討債，孫仲貴又逼迫他簽約，多重打擊使得他最終精神失常。